# The Waitresses
The Waitresses was een Amerikaanse popgroep. De groep is opgericht in Kent, Ohio en bestond van 1981 tot 1983. 
De groep kende veel (wisselende) leden, maar de belangrijkste waren Chris Butler (gitaar), Patty Donahue (zang), Tracy Wormworth (basgitaar) en Billy Ficca (drums). 
Hun grootste hit was het nummer 'I Know What Boys Like' uit 1982. De groep viel onder de Amerikaanse new wave.

## Hit
Het nummer 'I Know What Boys Like' laat het typische Waitresses-geluid horen: simpelklinkende gitaarriffs waar de zangeres lijzig overheen zingt, bijna alsof ze praat in plaats van zingt. 
In de Verenigde Staten was het korte tijd een bekende hit, die door velen irritant werd gevonden. Het refrein bestaat alleen uit de tekst "I Know What Boys Like, I Know What Guys Want",
gevolgd door "Na na na". Volgens Amerikaanse muziekrecensenten was het 'een aanstekelijk nummer dat helaas wel de hele dag in je hoofd blijft zitten.'
"I Know What Boys Like" werd jaren later nog gebruikt in tal van Amerikaanse tv-shows en series, zoals 'The Simpsons' en 'The Stephanie Miller Show'. In 1995 werd het nummer nog gecoverd
door het Britse meidenduo Shampoo.
The Waitresses hadden voor dit succes ook al een kleine kersthit in Amerika in 1981, 'Christmas Wrapping'.

## De bandleden tegenwoordig
- Chris Butler schreef alle nummers van The Waitresses. Tegenwoordig woont hij in New York en heeft een eigen platenmaatschappij, Fossil Records.
- Patty Donahue, de zangeres, is overleden. Ze bezweek op 9 december 1996 op 40-jarige leeftijd aan de gevolgen van longkanker. Donahue was een zware roker, wat ook te zien is in 
de videoclip bij "I Know What Boys Like". In het begin van de clip neemt ze ironisch genoeg een trek van haar sigaret, haar handelsmerk.
- Tracy Wormworth is sessiemuzikante en speelt basgitaar tijdens tournees van grote sterren als Sting en The B-52's.
- Billy Ficca is ook sessiemuzikant en drumt bij tal van Amerikaanse bands en artiesten, zoals Gary Lucas.

### Trivia
- Patty Donahue werd in 1983 korte tijd vervangen door zangeres Holly Beth Vincent. Dit was geen succes, waarop Donahue na een maand weer terugkwam.

## Discografie

### Albums
- Wasn't tomorrow beautiful? (1982)
- Bruiseology (1983)
- The Best Of The Waitresses (1990)

### Singles
- Christmas Wrapping (1981)
- I Know What Boys Like (1982)